# Дроук, Саманта
Саманта Рэй Дроук (англ. Samantha Raye Droke; род. 8 ноября 1987 года, Де-Леон, Техас, США) — американская актриса кино, телевидения и озвучивания, дизайнер одежды. В кино известна по роли Бонни в телесериале «Бедный Пол».

## Биография
Саманта Дроук родилась в городке Де-Леон, Техас. Её дебютным фильмом была драма Truce, в которой она сыграла Дженни, молодую девушку, которая отправляется жить к дедушке после того, как умирает её мать. Саманта часто снимается в телесериалах, таких как «Девочки Гилмор», «Всё тип-топ, или Жизнь Зака и Коди», «Иствик» и «C.S.I.: Место преступления». В 2009 году она снялась в фильме «Программа защиты принцесс», в котором она сыграла Брук, девушку, которая обнаруживает, что её одноклассница является принцессой. Наиболее известной работой Саманты является роль Бонни в сериале «Бедный Пол», в котором она снималась в 2008—2011 годах.
В 2009 году Саманта написала сценарий к серии From the Heart сериала «Бедный Пол».
Саманта Дроук выпускает собственную линию одежды под названием Live in Love и линию футболок Imagine The Love.
В 2010—2012 годах Саманта Дроук встречалась с актёром и певцом Карлосом Пена.

## Фильмография
| Год       |    | Русское название                     | Оригинальное название                    | Роль             |
| --------- | -- | ------------------------------------ | ---------------------------------------- | ---------------- |
| 2005      | ф  |                                      | Truce                                    | Дженни           |
| 2005      | тф | Джейн Доу: Неизвестное лицо          | Jane Doe: The Wrong Face                 | Джен             |
| 2006      | тф | Без лица                             | Faceless                                 | девушка          |
| 2006      | в  |                                      | Don't Be Scared                          | Джессика         |
| 2006      | с  | Девочки Гилмор                       | Gilmore Girls                            | Бонни            |
| 2007      | тф |                                      | Arwin!                                   | Саммер           |
| 2007      | с  | Кори в доме                          | Cory in the House                        | Сара             |
| 2007      | с  | Всё тип-топ, или Жизнь Зака и Коди   | The Suite Life of Zack and Cody          | Ванда            |
| 2007      | ф  | Сосед                                | The Neighbor                             | Эрин             |
| 2008      | мф | Хортон                               | Horton Hears a Who!                      | Хильди / Холли   |
| 2009      | тф | Программа защиты принцесс            | Princess Protection Program              | Брук             |
| 2009      | с  | Иствик                               | Eastwick                                 | Стефи            |
| 2010      | с  | C.S.I.: Место преступления           | CSI: Crime Scene Investigation           | Синди Медина     |
| 2010      | с  | Медиум                               | Medium                                   | Шарлотта Спенсер |
| 2011      | ф  | Близнецы-убийцы                      | Seconds Apart                            | Ева              |
| 2008—2011 | с  | Бедный Пол                           | Poor Paul                                | Бонни            |
| 2011      | с  | Тайная жизнь американского подростка | The Secret Life of the American Teenager | Робин            |
| 2011      | ф  | Боже, благослови Америку             | God Bless America                        | подруга Хлои     |
| 2014      | ф  | Грехи молодости нашей                | Sins of Our Youth                        | Аманда           |
| 2015      | тф | Кливлендские пленницы                | Cleveland Abduction                      | Аманда Берри     |

## Награды
- Western Heritage Awards
  - 2007 — награда в категории «Лучший телефильм» (за фильм Truce, совместно со съёмочной группой)